# Calanthe ventilabrum
Calanthe ventilabrum är en orkidéart som beskrevs av Heinrich Gustav Reichenbach. Calanthe ventilabrum ingår i släktet Calanthe och familjen orkidéer. Inga underarter finns listade i Catalogue of Life.